# 魯迪格·弗蘭克
魯迪格·弗蘭克（德語：Rüdiger Frank，1969年—）是一名德國經濟學家，也是北韓和東亞地區的專家。他目前在奧地利維也納生活和工作，是維也納大學東亞經濟與社會講座終身教授。弗蘭克還擔任維也納大學東亞研究主任，並是韓國高麗大學和首爾慶南大學北韓研究所的客座教授。

## 生平
弗蘭克於1969年出生於前東德萊比錫，並於1991~1992年在平壤金日成綜合大學學習語言課程一個學期，其特殊的成長背景使他經歷過東德、蘇聯、北韓三個社會主義政權，並長期研究蘇聯和朝鮮的社會主義制度。他利用自己在經濟、韓國研究和國際關係領域的綜合背景，從各個角度對東亞和北朝鮮的一系列經濟與安全問題進行分析和評論。
2013年，《法蘭克福匯報》將弗蘭克列為德國50位最具影響力的經濟學家之一。

## 著作
- Nordkorea. Innenansichten eines totalen Staates.（2014年），臺灣譯為《北韓，下一步？！——國際經濟學家所觀察的北韓現況與未來》[3]